# Influenčna konstanta
Influénčna konstánta ali dieléktrična konstánta (oznaka ε0) je razmerje med gostoto in jakostjo električnega polja v praznem prostoru. Njena vrednost, izražena z enotami SI, je 
ε0 = 8,854 187 817 · 10-12 s*Am-1V-1.